# Yvon Givert
Yvon Givert, né le 26 avril 1926 à Quaregnon et décédé le 6 mars 2005 à Neufvilles, est un poète, dramaturge, nouvelliste et romancier belge d'expression française.

## Biographie
Petit-fils de hercheuse, fils d’instituteur, Yvon Givert réside à Quaregnon toute sa vie. Atteint dès la naissance d'un handicap locomoteur, il fréquente l'athénée royal de Mons où il obtient son diplôme d’humanités avant de commencer des études de médecine qu’il abandonne pour raisons de santé (près de deux ans de sanatorium). Devenu fonctionnaire, il écrit d’abord pour le théâtre La grande pétoire et pour des émissions radiophoniques (France Culture, la RTBF, la Westdeutscher Rundfunk, Radio suisse romande, Radio Canada),.
Plus tard, il publie ses premiers poèmes :
Les vents ont la gorge coupée. 

Les drapeaux pendent devant les faces noires. 

C’est décembre du cœur.

La foule tourne des yeux morts vers des nuages jaunes.

Un merle né du jour dissimule son plumage dans la nuit et apprend à siffler comme un dieu.
— Yvon Givert, Le crieur de midi.

Son infirmité le tient à l'écart des cénacles littéraires. Il attire pourtant l'attention d'auteurs réputés comme Jacques-Gérard Linze qui écrit à propos de L'Ombre de l'alouette : 

« C'est un homme discret, donc peu connu même si trois prix ont déjà couronné ses œuvres […] Il faut lire Givert pour se rendre compte de ce que la poésie nous réserve encore de renouvellements et d'agréables étonnements »

— Jacques-Gérard Linze, "Yvon Givert : L'ombre de l'alouette" in La revue générale, mars 1984, pp. 97-98
Auteur de pièces de théâtre (Adieu, Léokadia, jouée par le Rideau de Bruxelles, prix Herman Closson en 1983), de recueils de poèmes (Le crieur de midi, prix René Lyr en 1976 ; Le voyage immobile, prix Charles Plisnier en 1977), de nouvelles (N’aboie plus, Arthur, la lune est malade, Éd. Jacques Antoine, prix Félix Denayer en 1988) et de romans (La Serafina, Éd. Luce Wilquin 1997), Yvon Givert pratique indifféremment différents genres littéraires.
Son écriture est tout à la fois simple et originale :

« l’homme petit
sous son chapeau
regarde passer la démence »

Le manque de célébrité de Givert masque un talent original, comme le dit Laurent Robert : « À l’étagère de la poésie belge francophone, maints recueils se calfeutrent sur un second rayon. Ni vu ni connu : le poème passe, sans annonce ni critique — et peut-être sans lecteur. Publié voici près d’un an, Le lit du nomade d’Yvon Givert mérite pourtant mieux que l’oubli où nous l’avons laissé. L’auteur y transcrit une parole qui a émergé de la blancheur des pages et de la nudité des murs pour vaincre la tentation du silence. »
Reconnu par ses pairs (comme en témoigne sa correspondance avec des écrivains notoires comme Charles Bertin, Norge ou Jacques Izoard), cet écrivain qui se veut sans passé, ancré dans le présent, comme un naufragé sur un radeau, est le seul auteur à obtenir deux fois le prix Charles Plisnier, le plus important de la province de Hainaut.
Alors qu'Yvon Givert décède « des suites d’une longue maladie », La Libre Belgique écrit : « Alors que la Foire du livre éteignait ses derniers feux, le dramaturge, romancier, nouvelliste, poète Yvon Givert éteignait la lampe qui avait tant brûlé à l'intérieur de lui depuis sa venue au monde, le 26 avril 1926 ».
Un an après la mort du poète, du 18 mars au 28 mai 2006, dans l'expo "Symbioses d'écritures" à l'Espace Wallonie de Bruxelles, l'artiste Nadine Fiévet accrochait ses images aux mots de neuf poètes, parmi lesquels Yvon Givert.
En février 2019, Le Voyage immobile est réédité dans la collection « Ha ! » (consacrée à des poètes belges francophones disparus), aux éditions du Taillis Pré. Le recueil est complété par une préface de Daniel Charneux, ainsi que par des extraits de Dans les cils du veilleur et de Soudain ce fut dimanche.
En 2020, Urgent recoudre, recueil posthume, est édité dans la collection « Ha ! » (consacrée à des poètes belges francophones disparus), aux éditions du Taillis Pré. Le recueil est complété par une préface de Daniel Charneux.

## Distinctions
Il reçoit de nombreuses distinctions, notamment les prix Charles Plisnier en 1963 et 1977, René Lyr en 1976, Herman Closson de la SACD en 1983, Félix Denayer de l'Académie en 1988.

## Œuvre

### Poésie
- Soleil d’orties, 1972
- Oiseau ma langue en cage, 1973
- Le crieur de midi, 1974
- L’œil écarlate, 1976
- Jusqu’à l’âme de l’ail, 1977
- Le voyage immobile, 1978 (Prix Charles Plisnier)
- J'épelle Indiana, 1979
- Un goût de moelle,1981
- Cour des miracles, 1981
- L'ombre de l'alouette, 1983
- La danse de l'unijambiste, 1985
- Dans les cils du veilleur, 1988
- Le lit du Nomade, 1992
- Long parcours avant l'estuaire, 1995
- Soudain ce fut dimanche, 2000
- Marche solaire, 2002
- Urgent recoudre, 2020 (recueil posthume)

### Pièces jouées
- La grande Pétoire (Prix Charles Plisnier 1963), Compagnie du Dragon, Colfontaine, 1971
- Le Crocodile, Théâtre de l'Étuve, Liège, 1981 ; Théâtre Le Garage, Bruxelles, 1987 ; Théâtre L’œil Nu, Varèse, 1988 ; L'Académie, Roubaix, 1989
- La Perruche, Théâtre de l'Alternative, Charleroi, 1982
- Adieu Léokadia (Prix Herman Closson de la Société des auteurs et compositeurs dramatiques (SACD), 1983), Midi du Rideau de Bruxelles, 1982 ; Bureau du Répertoire 83 de Théâtrales, 1983
- Le neveu d'Einstein, Magasin d'écriture théâtrale (MET), Bruxelles, 1990 ;  MET, Limoges,1993

### Pièces radiophoniques
- Le paillasson, RTBF, 1981
- Le crocodile, RSR, 1981
- Mezza Voce, RTBF, 1982
- Adieu Léokadia, France Culture, 1984
- Tuba, WDR, 1985 ; France Culture, 1985
- Donald Duck a froid sur le banc du parc, RTBF, 1987
- Écoute trotter les chevaux, France Culture, 1987
- Deux pas dans le vide avec des baskets, RTBF / RSR / France Culture / Radio Canada, 1988
- Un frelon dans l'oreille, RTBF / RSR / France Culture / Radio Canada, 1988 ; WDR, 1989
- Le serin s'appelle Azerty  (Der Gimpel), WDR, 1990
- After Shave, France Culture, 1992
- L'âme du Violon, France Culture, 1995

### Nouvelles
- N’aboie plus, Arthur, la lune est malade, 1987 ; finaliste du prix Victor Rossel 1987 ; prix du Ministre de la Communauté française 1987[11].
- Un  billet pour l’Australie, 1995[12]
- L’éphèbe et les femmes nues, 2001

### Romans
- Le jardin des Cyclopes, 1996
- La Serafina, 1997